# 로어맨해튼

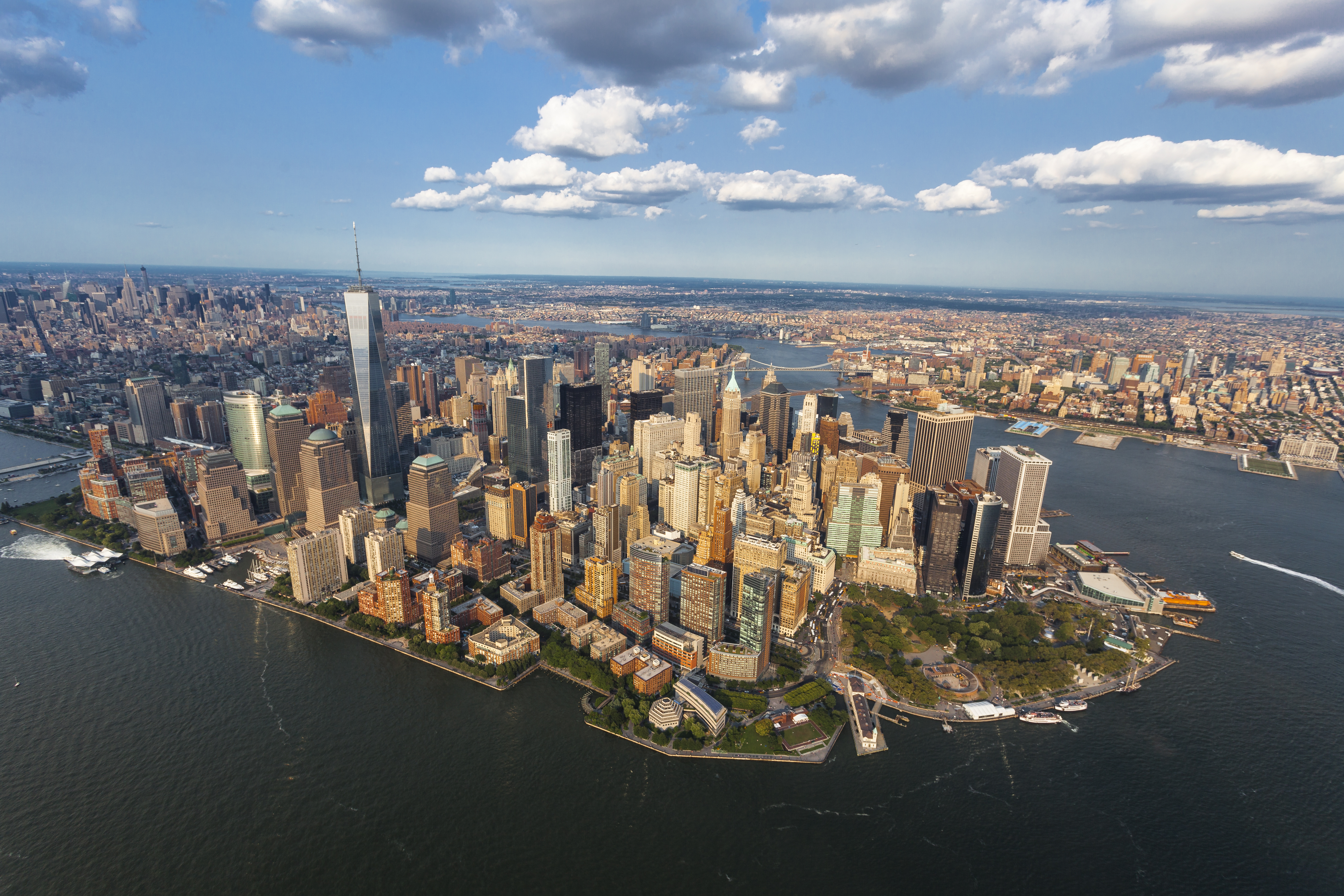
월가의 금융지구와 세계무역센터를 비롯한 로어맨해튼의 전경

로어맨해튼(Lower Manhattan) 또는 다운타운 맨해튼(Downtown Manhattan, 맨해튼 시내)은 미국 뉴욕시 맨해튼의 최남단 지역을 뜻하는 말로, 16세기 뉴욕시 내에서 시가지가 처음으로 형성된 지역이자 17세기~18세기 뉴욕의 유일한 도심지였다. 로어맨해튼의 경계에 대한 정의는 다양하나 대체로 14가 남단의 맨해튼섬 일대를 가리키며, 볼링 그린과 배터리 파크가 포함된다. 오늘날 이곳에는 뉴욕시 정부와 맨해튼 정부의 청사가 자리해 있으며, 뉴욕 경제의 중심으로서 월 가, 뉴욕 증권 거래소, 뉴욕 연방준비은행 등이 위치한다. 

## 지리
로어맨해튼은 북쪽으로 14가, 서쪽으로 허드슨 강, 동쪽으로 이스트 강, 남쪽으로 뉴욕항과 경계를 마주하고 있다. 로어맨해튼의 북쪽 경계는 14가에서 남쪽으로 약 1.5마일 (2.4km) 떨어진 일대 간선도로와, 맨해튼섬 남단에서 북쪽으로 1마일 (1.6km) 떨어진, 허드슨강 일대 브루클린교 입구와 고가도로 동쪽의 챔버스가 (Chambers Street)까지로 지정된다. 로어 맨해튼으로 이어지는 주요 간선도로는 챔버스가에서 반 마일 (0.8km) 가량 떨어진 캐널가, 14가에서 북쪽으로 떨어진 23가가 있다.
로어맨해튼의 중심 상업 지구는 챔버스가 남단의 중심부를 이루고 있으며 흔히 월 스트리트로 불리우는 금융가와 세계 무역 센터 부지가 자리해 있다. 맨해튼섬의 남쪽 끝에는 배터리 파크와 그 인근의 볼링그린이 자리해 있다. 금융가 북쪽에는 뉴욕 시청이 있다. 챔버스가 남단에는 배터리파크시티와 사우스스트리트시포트라는 동네가 자리해 있다. 서쪽편에는 트라이베카가 챔버스가를 가로질러 뻗어 있으며, 동쪽 끝에는 맨해튼 뮤니시펄 빌딩이 자리해 있다. 챔버스가와 브루클린교 북단, 캐널가 남단에는 차이나타운이 있는데 서양권에서 가장 많은 화교가 거주하는 지역이기도 하다. 이곳에는 뉴욕 법원과 폴리 스퀘어라 부르는 정부청사가 밀집해 있다.

캐널가를 중심으로는 로어이스트사이드가 펼쳐져 있다. 캐널가 북쪽과 14가 남쪽 동네로는 소호, 미트패킹디스트릭트, 웨스트빌리지, 그리니치빌리지, 리틀이털리, 놀리타, 이스트빌리지가 있다. 14가와 23가 사이에는 로어첼시, 유니언스퀘어, 플랫아이언디스트릭트, 그래머시, 스터이버선트타운-피터쿠퍼빌리지가 자리해 있다.

## 같이 보기
- 맨해튼